# Samhällskunskap

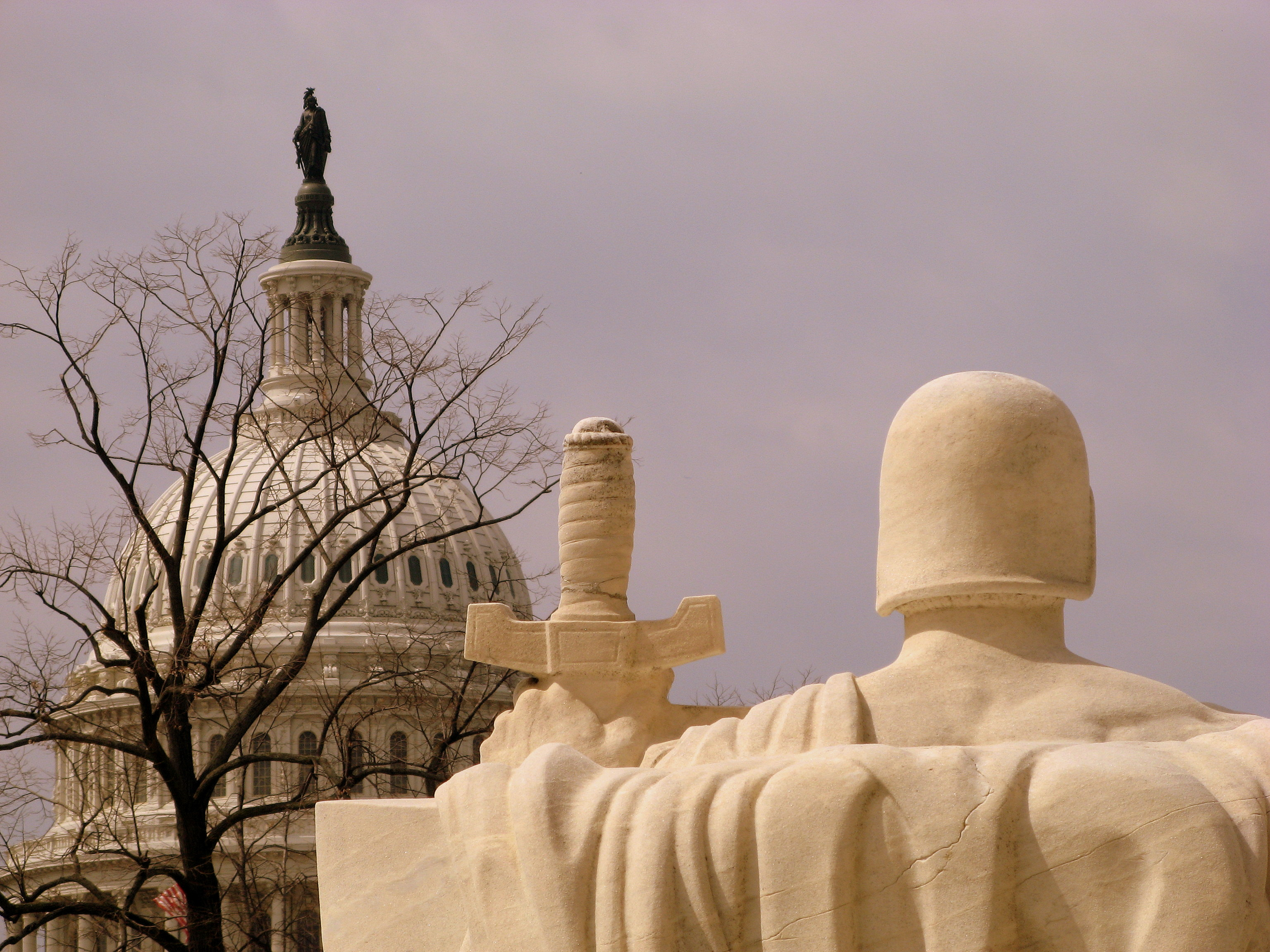
Ämnet lär människor hur samhället fungerar.

Samhällskunskap är ett skolämne i Sveriges grundskola och gymnasieskola. Tidigare motsvarades det i den svenska folkskolan delvis av ämnet medborgarkunskap åren 1919-1955 och historia med samhällslära. 
1946 års folkskolekommission föreslog att medborgarkunskap skulle ersättas av ett nytt utökat ämne, som 1951 infördes på försök inom skolan. Det kom att överta den roll som samhällsfostrande ämne som tidigare kristendomskunskapen och historieämnet var tänkta att ge. 1962 stärktes samhällskunskapen ytterligare då det bröts ut från ämnet historia med samhällslära och gjordes till ett eget ämne. Samma år infördes en samordnad undervisning i samhällsorienterande ämnen; historia, samhällskunskap, geografi och kristendomskunskap (från 1969 religion). Samhällskunskapens ställning ökade ytterligare 1988-89, då det blev obligatoriskt ämne för samtliga gymnasielever i Sverige. 1992 blev samhällskunskap ett kärnämne i gymnasieskolan och den kommunala vuxenutbildningen.
Enligt Lpf 94 är Samhällskunskap A, som omfattar 100 poäng, ett kärnämne på gymnasiet. Gymnasiekurserna Samhällskunskap B och C läses framförallt av elever på samhällsvetenskapsprogrammets samhällsvetenskapliga inriktning, men kan även läsas som kvällskurs på en del gymnasieprogram
Enligt Gy11 är Samhällskunskap 1 en gymnasiegemensam kurs. Kursen finns i två versioner, Samhällskunskap 1a1 (50 poäng), Samhällskunskap 1a2 (50 poäng) och Samhällskunskap 1b (100p). På yrkesförberedande program läser eleverna kursen Samhällskunskap 1a1 och har även möjlighet att komplettera med Samhällskunskap 1a2 för att få högskolebehörighet. På de högskoleförberedande programmen läser eleverna Samhällskunskap 1b. Fördjupningskurserna Samhällskunskap 2 och Samhällskunskap 3 kan även de läsas av eleverna på högskoleförberedande program, framförallt på de samhällsvetenskapliga och ekonomiska programmen.
Ursprungligen var samhällskunskap avsett som ett mindre, allmänbildande ämne, som skulle ge en grundläggande orientering om hur samhället fungerar. Senare har ämnet utvecklats till att bli ett karaktärsämne för samhällsvetenskapsprogrammet, som är gymnasiets största program.
Inga högskoleutbildningar kräver idag gymnasiestudier i samhällskunskap utöver kurs A eller kurs 1b eller 1a1 + 1a2, som ingår grundläggande behörighet.
Vid universiteten är samhällskunskap oftast ett s.k. blockämne och består av delar av de akademiska disciplinerna statsvetenskap, nationalekonomi och sociologi. Dessutom kan inslag av juridik ingå. På vissa lärosäten är ämnet inte ett blockämnet utan byggs upp mer tematiskt.